# Văgiulești
Văgiulești est une commune roumaine située dans le județ de Gorj.